# Khevenhüller
Khevenhüller är en österrikisk uradelsfamilj, med visshet känd sedan 1300-talet. En gren erhöll 1763 riksfurstlig värdighet under namnet Khevenhüller-Metsch.
Den blev naturaliserad som friherrlig ätt på det svenska riddarhuset med Paul Khewenhüller, men utgick på svärdssidan redan 1662. Andra ättegrenar kvarlever bland annat i Österrike.
Bland övriga medlemmar av släkten märks Franz Christoph Khevenhüller och Ludwig Andreas Khevenhüller.